# Gustaf Adolf Klingspor
Gustaf Adolf Otto Klingspor, född 16 september 1882 i Göteborg, död 26 maj 1964 på Stora Sundby slott, Öja socken, Södermanland, var en svensk friherre, militär och kommunalpolitiker.

## Biografi
Gustaf Adolf Klingspor, som var son till Carl Klingspor, blev underlöjtnant vid Livregementets husarer 1904, var attaché vid den utomordentliga beskickningen till sultanen av Osmanska riket 1907 och vid beskickningen till Peking och Tokyo 1908. Klingspor genomgick Gymnastiska centralinstitutet 1910–1911, befordrades till ryttmästare 1919 och gick på övergångsstat 1927. Han utnämndes samma år till stallmästare i Kunglig Majestäts hov och blev hovstallmästare 1943. Klingspor var länge en betydande person inom Skövdes kommunala liv. Han representerade högerpartiet men åtnjöt stort förtroende även inom andra partier. Bland annat var han ledamot av Skövde stadsfullmäktige 1918–1942 och dess ordförande 1935–1942 samt ledamot av drätselkammaren 1921–1934. Från 1939 var han bosatt på sin 1938 ärvda egendom Stora Sundby slott. Klingspor är begravd på Öja kyrkogård.